# Wilsonova bolezen
Wilsonova bolezen ali hepatolentikularna degeneracija je dedna presnovna motnja, ki se deduje avtosomno recesivno, značilnost bolezni pa je kopičenje bakra (Cu) v tkivih. Vzrok bolezni je mutacija gena ATP7B. En okvarjeni alel se nahaja pri enem človeku na 100 ljudi, pri katerem se sicer ne razvije bolezen, vendar je prenašalec. Incidenca bolezni je od 1–4 primerov na 100.000 ljudi.
Bolezen se izraža v obliki nevroloških in duševnih motenj ter okvare jeter. Simptomi se pojavijo povečini med 6. in 20. letom starosti. Zdravljenje vključuje v glavnem aplikacijo zdravil, ki zavirajo privzem bakra ali pospešijo odstranjevanje presežkov bakra iz telesa, kljub temu pa je občasno potrebna presaditev (transplantacija) jeter.

## Zgodovina
Bolezen je poimenovana po britanskem nevrologu Samuelu Wilsonu, ki je leta 1912 prvi opisal simptome motnje ter patološke spremembe jeter in možganov. John N. Cumings je leta 1948 povezal kopičenje bakra s poškodbami jeter in možganov. Prvo uspešno terapijo z dimerkaprolom sta leta 1951 izvedla Cummings in Denny-Brown, kasneje, leta 1956, pa je britanski nevrolog J. Walshe uvedel penicilamin. Genetsko ozadje bolezni je bilo pojasnjeno v 80-ih in 90-ih letih 20. stoletja.

## Genetsko ozadje
Gen ATP7B, katerega mutacija je vzrok bolezni, se nahaja na 13. kromosomu (13 q14-q21) in se povečini izraža v jetrih, ledvicah ter posteljici (placenti). Gen nosi zapis (kodira) za ATPazo tipa P, ki prenaša bakrove ione v žolč in jih vgradi v ceruloplazmin. Mutacije omenjenega gena se lahko zazna pri 90 % vseh obolelih, pri čemer je 60 % obolelih homozigotnih za mutacijo (tj. imajo oba alela okvarjena), 30 % obolelih pa je heterozigotnih za mutacijo (okvarjen imajo samo en alel).
Normalna varianta gena PRNP lahko vpliva na potek bolezni tako, da se začnejo simptomi izražati pozneje kot običajno in v drugačnih oblikah. Gen nosi zapis za prionsko beljakovino (PrP), ki je prisotna v možganih ter drugih tkivih in je verjetno udeležena pri prenosu bakrovih ionov. Domnevano je, da naj bi na potek bolezni vplival tudi ApoE gen.
Bolezen se deduje avtosomno recesivno. Navadno je za izražanje bolezni potrebno, da imata oba starša vsaj en okvarjen alel. Osebe z enim okvarjenim alelom so prenašalci, simptomi nenormalne presnove (metabolizma) pa so blagi in subklinični.
Wilsonova bolezen je najpogostejša bolezen v skupini dednih presnovnih motenj, ki povzročijo kopičenje bakra v jetrih, za vse pa je značilno, da povzročijo cirozo v zgodnjih letih. Druge bolezni te skupine so indijska otroška ciroza (ICC), idiopatična bakrova toksikoza in endemična tirolska otroška ciroza (angleško endemic Tyrolean infantile cirrhosis). Omenjene bolezni niso povezane z mutacijami gena ATP7B: ICC je npr. povezana z mutacijami genov KRT8 in KRT18.

## Patofiziologija
Organizem potrebuje baker za mnoge funkcije, predvsem v vlogi kofaktorja številnih encimov, kot so ceruloplazmin, citokrom c-oksidaza, dopamin β-hidroksilaza, superoksid-dizmutaza in tirozinaza.
Baker vstopi v telo preko prebavnega trakta. Prenašalna beljakovine na površini enterocitov, membranski prenašalec bakra 1 (CMT1), prenese bakrove ione v notranjost celic, kjer se vežejo bodisi na metalotionein bodisi na ATOX1. Slednji prenese ione na trans Golgijevo omrežje. Kot odziv na povečano koncentracijo encim ATP7A prenese ione na bazalno stran celične membrane (plazmaleme) in jih sprosti v portalno veno, po kateri se s krvjo prenesejo do jeter. CMT1 je prisoten tudi v hepatocitih. Nadaljnji potek transporta je podoben, le da vlogo ATP7A prevzame podobna beljakovina, ATP7B, ki veže ione na ceruloplazmin, nato pa kompleks sprosti v krvni obtok, preostalo količino ionov pa sprosti v žolč. Pri Wilsonovi bolezni sta obe funkciji okvarjeni, zato se baker kopiči v jetrih, ceruloplazmin pa se sicer še vedno izloča v obtok, vendar v obliki brez vezanega bakra, tj. kot apoceruloplazmin. Sinteza apoceruloplazmina je torej normalna, bolezen pa tako ni posledica pomanjkanja ceruloplazmina, kot je trdila nekdaj veljavna teorija.
Ko količina bakra v jetrih preseže količino, ki se je sposobna vezati na razne beljakovine, le-ta povzroči oksidativni stres preko t. i. Fentonove reakcije, pri kateri nastanejo reaktivni prosti radikali. Oksidativni stres vodi do kroničnega aktivnega hepatitisa, fibroze in ciroze. Baker se v prosti obliki izloča tudi v krvni obtok in se kopiči v različni tkivih oz. organih, še posebej v ledvicah, očeh in možganih. V možganih se odlaga v bazalne ganglije, natančneje v lečasto jedro (nucleus lentiformis). Jedro je pomembno za koordinacijo gibov ter za nevrokognitivne procese, kot sta procesiranje dražljajev in uravnavanje razpoloženja, zato poškodbe zaradi oksidativnega stresa privedejo do značilnih nevropsihiatričnih simptomov.
Pri bolezni pride tudi do hemolize, natančen vzrok pa je še vedno predmet razprav. Kljub temu obstajajo dokazi, da naj bi ioni povzročili neposredno oksidacijo hemoglobina, inhibicijo encimov, ki dajejo energijo eritrocitom, ali pa neposredno poškodbo plazmaleme eritrocitov.

## Diagnoza

### Klinični znaki in simptomi
Glavni mesti kopičenja bakra sta jetra in možgani, zato so jetrna bolezen in nevropsihiatrični simptomi najpomembnejši za diagnozo bolezni, sicer pa se bolezen lahko pokaže tudi z znaki krvne in ledvične bolezni. Bolezen se največkrat pokaže med 5. in 35. letom starosti. Bolniki z okvarami jeter navadno prej poiščejo zdravniško pomoč (tj. v obdobju otroštva in najstništva) kot pa tisti z nevropsihiatričnimi simptomi, ki so v povprečju stari 20 let ali več. Nemalokrat so bolniki s tovrstno boleznijo odkriti zaradi sorodnikov, pri katerih je bil prav tako diagnosticirana Wilsonova bolezen.

#### Jetrna bolezen
Jetrna bolezen se lahko manifestira kot utrujenost, nagnjenost h krvavitvam ali zmedenost (zaradi portokavalne encefalopatije) in portalna hipertenzija (zvišan krvni tlak v sistemu portalne vene. Slednje vodi do nastanka ezofagealnih varic, preko katerih se lahko pojavi smrtno nevarna krvavitev v požiralnik, ter v splenomegalijo (povečana vranica) in ascites (nabiranje serozne tekočine v trebušni votlini). Pri pregledu se lahko odkrije tudi druge znake jetrne bolezni, kot je pajkasti nevus na prsih (vaskularni nevus z žarkasto potekajočimi žilicami, podobnimi pajkovim nogam). Kronični aktivni hepatitis povzroči cirozo jeter, kljub temu pa je tveganje za nastanek hepatocelularnega karcinoma pri Wilsonovi bolezni majhno, kar je v nasprotju pri drugih vzrokih ciroze.
Okoli 5 % vseh bolnikov je diagnosticiranih šele po akutni jetrni odpovedi, pogosto v zvezi s hemolitično anemijo. Odpoved vodi do nepravilnosti v sintezi beljakovin, kar se izraža npr. kot motnje v strjevanju krvi, ter do motenj presnove (metabolizma) jeter. Le-to vodi do kopičenja odpadnih produktov v krvnem obtoku, kot so amonijevi ioni. Omenjeni ioni so toksični predvsem za možgane, kar lahko povzroči zmedenost, komatozno stanje in oteklino možganov.

#### Nevropsihiatrični simptomi
Pri približno polovici bolnikov so prisotni nevrološki in psihiatrični simptomi, ki se najpogosteje pojavijo med 8. in 18. letom starosti. V začetnih fazah gre v večini primerov za blage kognitivne motnje, okornost in spremembe v vedenju. Pozneje se lahko pojavi parkinsonizem z ali brez tremorja rok, prikrita obrazna mimika, nerazločno govorjenje, ataksija (motnje v koordinaciji gibov) ali distonija. Pogosto se pojavita migrena in epileptični napad.
Psihiatrični simptomi vključujejo večinoma spremembe vedenja, depresijo, tesnoba (anksioznost) in psihozo.

#### Drugi organski sistemi
Pri Wilsonovi bolezni se pojavijo tudi drugi znaki oz. simptomi, kot so:
- Oči: Kayser-Fleischerjevi obroči (KF obroči) se lahko pojavijo okoli šarenice (irisa) zaradi kopičenja bakra v Descemetovi membrani roženice;[1] prisotni so v 66 % vseh primerov, pogosteje pa se pojavijo pri bolnikih z nevrološkimi simptomi kot pa pri tistih z jetrno boleznijo.[10] Pojavijo se lahko tudi siva mrena (katarakta) ter rjave ali zelene pigmentacije leč. Nobena izmed naštetih motenj ne povzroči izgubo vida.[1]
- Ledvice: renalna tubulna acidoza vodi do poapnevanje ledvic (nefrokalcinoze), posledično pa do osteoporoze; občasno se pojavi tudi aminoacidourija (povečan količina aminokislin v urinu).[1]
- Srce: kardiomiopatija, ki lahko vodi v srčno popuščanje (srčno insuficienco) in aritmije.[1]
- Endokrini sistem: hipoparatiroidizem (odpoved obščitnic, kar vodi do nizkih vrednosti kalcija v krvi, tj. hipokalciemije), neplodnost in habitualni splav (spontani splav, ki se ponovi najmanj trikrat zapored).[1]
- Pri okostju lahko pride do zgodnje osteoporoze in artritisa, pri trebušni slinavki pa do vnetja, tj. do pankreatitisa.[14]

### Laboratorijske preiskave
Wilsonovo bolezen se lahko dokaj verjetno diagnosticira na osnovi omenjenih znakov oz. simptomov ali pa v primeru, da je bolezen prisotna vsaj pri enem bližnjem sorodniku, vendar jo lahko zaradi raznolikosti simptomov in znakov zagotovo dokažemo šele s kombinacijo preiskav. Pri večini bolnikov so testi delovanja jeter nenormalni, kot so povečane količine aspartat transaminaze (AST), alanin transaminaze (ALT) in bilirubina. Pri večjih okvarah jeter je količina albumin zmanjšana, saj so jetra glavno mesto sinteze te beljakovine, iz istega razloga pa je zmanjšana sinteza koagulacijskih faktorjev, posledično pa je protrombinski čas podaljšan. Količina alkalne fosfataze je zmanjšana pri bolnikih z akutno jetrno odpovedjo. V primeru nevroloških simptomov se običajno opravi slikanje z magnetno resonanco (MRI) možganov, ki pokaže hiperintenzitete v bazalnih ganglijih na območju T2 (spinsko-spinskem relaksacijskem času).
V resnici ne obstaja popolni test za diagnosticiranje Wilsonove bolezni, kljub temu pa je določanje količin cerulopazmina in bakra v krvi ter količine izločenega bakra v urinu v času 24 ur dober nakazovalec bolezni. Zlati standard oz. najbolj idealen test je biopsija jeter.

#### Ceruloplazmin
V 80-95 % primerov je količina cerulopazmina nenormalno nizka, tj. manj od 0,2 g/L. Kljub temu je lahko pri bolnikih z vnetjem količina normalna, saj je ceruloplazmin beljakovina akutne faze. Nizke količine so sicer prisotne tudi pri Menkesovi bolezni in acerulopazminemija.
Kombinacija nevroloških simptomov, Kayser-Fleisherjevih obročev in nizkih količin ceruloplazmina zadostuje za določitev Wilsonove bolezni. Kljub temu so pogosto potrebni še drugi testi.

#### Količine bakra v serumu in urinu
Serumski baker je paradoksno nizek, vendar so količine v urinu povečane. Pri količinah, večjih od 100 μg/24h (1,6 μmol/24h) se lahko zagotovo potrdi bolezen, količine, večje od 40 μg/24h (0,6 μmol/24h) pa močno nakazujejo na bolezen. Visoke količine v urinu so sicer lahko prisotne tudi pri avtoimunem hepatitisu in holestazi.
Pri otrocih se lahko izvede test s penicilaminom. 500 mg zdravila se aplicira oralno, nato pa se zbere urin v času 24 ur. V primeru količin večjih od 1600 μg (25 μmol) je verjetnost za bolezen visoka.

#### Biopsija jeter
Idealen test za dokaz Wilsonove bolezni je biopsija jeter, tj. odvzem vzorca tkiva jeter iz 
živega telesa za mikroskopsko preiskavo. V glavnem se dokazujejo stopnji steatoze (čezmernega nabiranje maščob) in ciroze, imunohistokemične značilnosti ter količine bakra. Količina 250 μg bakra na gram suhega tkiva jeter dokazuje bolezen. Občasno so prisotne nižje količine, kar pomeni, da se mora kombinirati izvide biopsije z drugimi testi za potrditev bolezni.
V zgodnjih fazah so tipično prisotne steatoze, zvišane količine glikogena v jedrih in področja nekroze, tj. odmrlih celic. V poznejših stopnjah so spremembe podobne tistim v primeru avtoimunega hepatitisa, kot so infiltracije vnetnih celic in fibroze. Pri akutni jetrni odpovedi sta vidna degeneracija hepatocitov in propad (kolaps) same strukture jetrnega tkiva.

#### Genetsko testiranje
Za določitev bolezni se lahko opravi še analizo mutacij gena ATP7B kot tudi drugih genov, povezanih s kopičenjem bakra. Po potrditvi mutacije se lahko izvede genetsko presejanje družinskih članov za namen genetskega svetovanja.

## Zdravljenje
Za zdravljenje Wilsonove bolezni je na voljo več različnih načinov. Nekatera zdravila pospešijo izločanje bakra iz telesa, druga pa preprečujejo absorpcijo bakra iz hrane v črevesju. V splošnem je priporočena dieta z majhno vsebnostjo bakra, kot so gobe, lešniki, čokolada, suho sadje in meso školjk.
V prvi vrsti se kot zdravilo uporablja penicilamin. Le-ta je kelator bakrovih ionov (jih veže nase), nastali kompleks pa se nato izloči v urin. Zdravilo ima v 20 % primerov sicer stranske učinke, kot so npr. lupus (vnetna, kronično potekajoča dermatoza, najpogosteje na obrazu) in penicilamin-inducirana miastenia. Pri bolnikih z nevropsihiatričnimi simptomi se stanje pogosto popravi, še posebej v primeru pravočasnega začetka zdravljenja, čeprav se pri polovici bolnikov stanje paradoksno še poslabša. Poslabšanje je indikacija za prekinitev zdravljenja s penicilaminom ter začetek sekundarnega zdravljenja z drugimi zdravili. Pri tem je učinkovit trietilentetramin, tetratiomolibdat pa je v fazah raziskovanja.
Po uravnovesenju količin bakra se začne aplicirati cink, navadno v obliki cinkovega acetata. Le-ta stimulira metalotioneine, ki vežejo med drugim tudi baker in tako preprečijo absorpcijo in prenos v jetra. V redkih primerih, kjer nobeden od zgoraj naštetih načinov ni učinkovit (še posebej pri nevroloških simptomih), se občasno uporabi dimerkaprol, ki se ga večkrat injicira intramuskularno (v mišico) v presledku več tednov, navkljub številnim stranskim učinkom, kot je bolečina.

### Transplantacija jeter
Transplantacija oz. presaditev jeter je edino »zdravilo«, ki popolnoma ozdravi Wilsonovo bolezen, vendar se jo opravi v določenih pogojih zaradi številnih tveganj in možnosti komplikacij pri samem posegu. Večinoma se jo opravi pri bolnikih z akutno jetrno odpovedjo, ki se odzivajo na običajna zdravila ali pri bolnikih z napredovano kronično jetrno boleznijo. Pri bolnikih s hudimi nevropsihiatričnimi simptomi se posega ne opravi, saj se stanje po posegu ne izboljša.

## Wilsonova bolezen pri živalih
Dedno kopičenje bakra je bilo opisano pri Bedlingtonskih terierjih, pri katerih so v glavnem prizadeta le jetra. Vzrok bolezni je mutacija gena COMMD1 (oz. MURR1).  Pri bolnikih, kjer vzrok kopičenja bakra ni mutacija gena ATP7B (npr. Indijska otroška ciroza), je bilo odkrito, da mutacije gena COMMD1 niso prisotne, kar pomeni, da terierji ne predstavljajo ustreznega živalskega modela za medicinske raziskave.